# Arctozenus risso
Il barracudina di Risso (Arctozenus risso, (Bonaparte 1840)) è un pesce abissale della famiglia Paralepididae.

## Distribuzione e habitat
Popola, con due sottospecie, il mar Mediterraneo, l'Oceano Atlantico settentrionale e l'Oceano Artico. Nei mari italiani è presente un po' ovunque, più comune nel mar Ligure e nello stretto di Messina, dove si rinviene spiaggiato con frequenza.

Ha abitudini pelagico di profondità e si rinviene almeno fino a 700 m.

## Descrizione
Ha l'aspetto tipico dei membri della sua famiglia, alla cui voce si rimanda per la descrizione generale. Ha grandi denti, più sviluppati sulla mandibola che sulla mascella. Le pinne ventrali sono inserite molto indietro, all'altezza della fine della pinna dorsale. Il corpo è coperto di minute scaglie argentee molto caduche. Può essere riconosciuta con certezza dagli altri membri della famiglia solo mediante l'esame delle branchiospine.

Il colore è argenteo bluastro brillante ma facilmente perde le squame diventando brunastro smorto.

Misura fino a 25 cm.

## Alimentazione
Si ciba di piccoli pesci ed altri organismi pelagici.

## Riproduzione
Si riproduce in tutti i mesi dell'anno.

## Biologia
È una specie gregaria, quando sono in branco questi pesci nuotano con la testa rivolta in alto.

## Pesca
Si cattura per caso con reti da circuizione dotate di fonti luminose, con reti a strascico pelagiche di profondità e con retini da plancton scientifici. Le carni sono buone ma non hanno nessun mercato.